# 1905
- Wikisource

| Calendário gregoriano                                                        | 1905 MCMV                           |
| Ab urbe condita                                                              | 2658                                |
| Calendário arménio                                                           | 1354 – 1355                         |
| Calendário bahá'í                                                            | 61 – 62                             |
| Calendário budista                                                           | 2449                                |
| Calendário chinês                                                            | 4601 – 4602 Início a 4 de fevereiro |
| Calendário copta                                                             | 1621 – 1622                         |
| Calendário etíope                                                            | 1897 – 1898                         |
| Calendários hindus - Vikram Samvat - Calendário nacional indiano - Cáli Iuga | 1960 – 1961 1826 – 1827 5005 – 5006 |
| Calendário Holoceno                                                          | 11905                               |
| Calendário islâmico                                                          | 1323 – 1324                         |
| Calendário judaico                                                           | 5665 – 5666 Início a 30 de setembro |
| Calendário persa                                                             | 1283 – 1284 Início a 21 de março    |
| Calendário rúnico                                                            | 2155                                |
| Calendário solar tailandês                                                   | 2448                                |

1905 (MCMV, na numeração romana) foi um ano comum do século XX do actual Calendário Gregoriano, da Era de Cristo, e a sua letra dominical foi A (52 semanas), teve início a um domingo e terminou também a um domingo.
| Ano completo                    |
| ------------------------------- |
| Ano comum com início ao domingo |

## Eventos históricos
- A Guerra Russo-Japonesa acaba: os Russos são obrigados a dar aos japoneses uma grande indemnização de guerra, e ceder a Manchúria, a península coreana. O Japão transforma-se em grande potência
- Raimundo Fernández Villaverde substitui Marcelo de Azcárraga y Palmero como presidente do governo de Espanha.
- Eugenio Montero Ríos substitui Raimundo Fernández Villaverde como presidente do governo de Espanha.
- Albert Einstein anuncia a Teoria da Relatividade

### Fevereiro
- 5 de fevereiro - Foi fundado o Clube do Remo de Belém do Pará

### Março
- 4 de março - Theodore Roosevelt assume a Presidência dos Estados Unidos.
- 10 de março - Foi fundado o Chelsea F.C. da Inglaterra.

### Abril
- 3 de abril - Foi fundado o Club Atletico Boca Juniors da Argentina

### Maio
- 13 de maio - Foi fundado o Sport Club do Recife.
- 15 de maio - Foi fundada a cidade de Las Vegas.

### Junho
- 7 de junho - A Noruega se torna independente dos Reinos Unidos, da Suécia e da Noruega.

### Novembro
- 17 de novembro - A Coreia é declarada um protetorado japonês.

### Dezembro
- 25 de dezembro - A Pinacoteca do Estado de São Paulo projetada por Ramos de Azevedo e Domiziano Rossi, é inaugurada.

## Nascimentos
- 5 de janeiro - Roland Caillaux, ator, artista e pintor francês (m. 1977).
- 21 de Janeiro - Christian Dior, estilista francês. É o fundador da empresa de vestuário Christian Dior S.A., (m. 1957)
- 18 de fevereiro - Queenie Leonard, atriz britânica (m. 2002).
- 21 de Junho - Jean-Paul Sartre, filósofo francês, Nobel da Literatura 1964 (m. 1980).[1]
- 9 de agosto - Leo Genn, ator e barrister inglês (m. 1978).
- 18 de outubro - Félix Houphouët-Boigny, presidente da Costa do Marfim entre 1960 a 1993 (m. 1993).[1]
- 23 de Outubro - Felix Bloch, físico suíço, primeiro director do CERN e Nobel da Física 1952 (m. 1983).[2]
- 4 de Dezembro - Emílio Garrastazu Médici, presidente brasileiro de 1969 a 1974 (m. 1985).

- 17 de Dezembro - Simo Häyhä, Franco-atirador, guarda civil entre 1922 a 1939;Soldado Finlandês entre 1939 a 1940 (m. 2002).
- 31 de dezembro - Arrelia, palhaço brasileiro (m. 2005)

## Mortes
- 6 de março - Pierre Théoma Boisrond-Canal, presidente do Haiti de 1876 a 1879, em 1888 e em 1902 (n. 1832).
- 24 de março - Júlio Verne, escritor francês (n. 1828).
- 3 de junho - Hudson Taylor, missionário inglês na China (n. 1832)

## Prémio Nobel
- Física - Philipp Eduard Anton von Lenard.[2]
- Literatura - Henryk Sienkiewicz.[1]
- Medicina - Robert Koch.[3]
- Química - Johann Friedrich Wilhelm Adolf von Baeyer.[4]
- Paz - Bertha von Suttner.[5]

## Por tema
- 1905 na arte
- 1905 no Brasil
- 1905 na ciência
- 1905 no cinema
- 1905 no desporto
- 1905 no jornalismo
- 1905 na literatura
- 1905 na música
- 1905 na política
- 1905 no teatro
- 1905 na televisão